# Ceramidaza
Ceramidaza je encim, ki od molekule ceramida odceplja maščobno kislino, pri čemer nastaja sfingozin. Slednji se z encimom sfingozin-kinazo fosforilira in nastane sfingozin-1-fosfat.

## Vloga
Ceramid, sfingozin in sfingozin-1-fosfat so bioaktivni lipidi, pomembni za celično proliferacijo, celična diferenciacijo, apoptozo, adhezijo ter migracijo. Doslej je pri človeku poznanih 7 tipov ceramidaz, ki jih zapisuje 7 ločenih genov:
- kisla ceramidaza (ASAH1) – pomembna za preživetje celic
- nevtralne ceramidaze (ASAH2, ASAH2B, ASAH2C) – ščitijo celice pred vnetnimi citokini
- alkalna ceramidaza 1 (ACER1) –  preko nadzorovanja tvorbe sfingozina in sfingozin-1-fosfata uravnava celično proliferacijo
- alkalna ceramidaza 2 (ACER2) – pomembna pri proliferaciji celic in njihovem preživetju
- alkalna ceramidaza 3 (ACER3)

## Klinični pomen
Pomanjkanje ASAH1 povezujejo s Farberjevo boleznijo.